# Atlantic (stacja metra)
Atlantic – stacja końcowa złotej linii metra w Los Angeles w mieście East Los Angeles. Stacja została oddana do eksploatacji w roku 2009 na nowym odcinku złotej linii znanym jako Gold Line Eastside Extension.

## Godziny kursowania
Tramwaje złotej linii kursują codziennie w godzinach od 5.00 do 0.15.

## Opis stacji
Stacja składa się z jednej platformy zbudowanej wzdłuż jezdni Pomona Boulevard w pobliżu skrzyżowania z East Beverly Boulevard. Położona jest w środkowej części East L.A. Stację zdobi instalacja artystyczna "Blissful Interiors".

## Połączenia autobusowe
- Metro Local: 260
- Metro Rapid: 762
- Montebello Transit: 10, 40, 341, 342
- El Sol